# Cairn von Raigmore

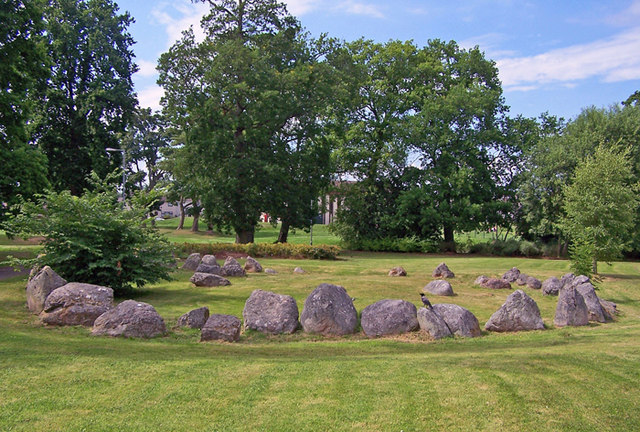
Raigmore Cairn

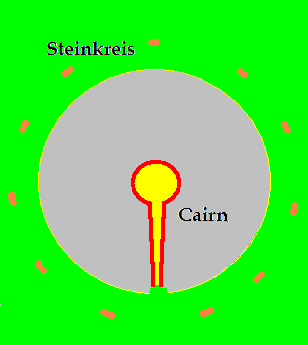
Schema der Clava Cairns

Der beim Bau der A9 verlegte und rekonstruierte Cairn von Raigmore (auch Stoneyfield oder Stonyfield genannt) ist ein Clava Cairn nördlich des Raigmore Hospitals im Osten von Inverness in Schottland.
Der neolithisch-bronzezeitliche Cairn hieß ursprünglich Stoneyfield. Ein Antiquar beschrieb ihn fälschlich als Steinkreis. Der Bau der Straße und die Ausgrabung, besiegelten das Schicksal des Denkmals, das schon zu einem unbekannten Zeitpunkt durch Sprengung beschädigt wurde. Im 20. Jahrhundert wurde es als Grabmal interpretiert dessen Menhire einen Cairn von etwa 18,0 m Durchmesser und unbekannter Höhe zusammenhielten. Doch 1971–1972, beim Bau der A9 zeigte die Ausgrabung ein komplexeres Denkmal vom Typ Clava.
Die Verlegung war eine freiwillige kommunale Initiative der lokalen Bevölkerung im Anschluss an die Arbeiten im Winter 1974/75.
In der Nähe liegen die Clava Cairns von Torbreck und Culduthel und die Steinkiste von Culduthel.